# عقيدات الحبل الصوتي
عقيدات الحبل الصوتي (بالإنجليزي: Vocal fold nodule) هي تضخمات في أنسجة الطيات الصوتية (الحبال الصوتية), تظهر هذه التضخمات في المناطق السميكة من الحبال الصوتية كالمنطقة الأمامية أوالمنطقة الواقعة بين المفترق الثاني والثالث , غالبا مايصاب بها الإناث البالغين , والأطفال
تعيق هذه التضخمات عمل الأحبال الصوتية بشكل طبيعي ممايؤدي إلى ظهور بحة في الصوت , صعوبة الكلام , انخفاض مدى الصوت .
سببها سوء استخدام الأحبال الصوتية وإجهادها وذلك برفع الصوت أوالسعال.

## العلامات والأعراض
يُعد تغير جودة الصوت من العلامات الإدراكية الرئيسية لعقيدات الطيات الصوتية. يُوصف الصوت بالأجش، بسبب اهتزازات الطيات الصوتية اللادورية، أو باللاهث، بسبب إغلاق الطيات الصوتية إغلاقًا غير كامل عند التصويت، علمًا أن هاتين الصفتين تختلفان بالشدة من حالة إلى أخرى؛ قد يكون هذا التباين ناتجًا عن حجم العقيدات وثباتها. تشمل الأعراض الشائعة الأخرى صعوبة إنتاج النغمات الصوتية عند الطبقات الأعلى، وزيادة الجهد الصوتي والتعب الصوتي. قد يشعر المريض بوجود ألم في الرقبة جانب الحنجرة يحدث عمومًا بسبب زيادة الجهد اللازم لإصدار الصوت.

### العلامات الصوتية
تتضمن العلامات الصوتية الرئيسية لعقيدات الطيات الصوتية تغيرات في تردد الصوت وشدته، علمًا أن التردد الأساسي، الذي يمثل مقياسًا صوتيًا لنبرة الصوت، قد يكون طبيعيًا. على أي حال، قد يضيق نطاق النغمات التي يستطيع الفرد إنتاجها، خاصةً في الطبقات الأعلى. تكون شدة الصوت، وهي مقياس صوتي للمدى أو جهارة الصوت، طبيعيةً أيضًا في حالات معينة. على أي حال، قد ينقص مجال المدى الصوتي. تتطور أحيانًا الاضطرابات أو الاختلافات في التردد، المعروفة باسم القلقلة، وتلك التي تؤثر في المدى، الذي تعرف اضطراباته باسم الرعشة.

### علامات الديناميكا الهوائية
إذا أثرت العقيدات في إغلاق الطيات الصوتية، تزداد مستويات تدفق الهواء في أثناء الكلام مقارنة بالمستويات المعتادة عند المتكلم؛ على أي حال، قد يظل تدفق الهواء ضمن الحدود العليا الطبيعية. يبدو أن الدرجة التي تزيد عندها مستويات تدفق الهواء تعتمد على شدة الإصابة. يرتفع أحيانًا الضغط تحت المزمار، وهو ضغط الهواء المتاح أسفل المزمار وفي القصبة الهوائية لإنتاج الكلام.

## الأسباب
يُعتقد أن عُقيدات الطيات الصوتية ناتجة عن إصابة أنسجة الطيات الصوتية بسبب الإجهاد الميكانيكي المفرط. تخضع الطيات الصوتية في أثناء النطق للعديد من أشكال الضغط الميكانيكي، مثل الضغط الناجم عن الاصطدام بين أسطح الطيات الصوتية اليمنى واليسرى في أثناء الاهتزاز. يُعتقد أن هذا الضغط يصل إلى أقصى حد له في المنطقة الغشائية الوسطى من الطيات الصوتية، عند التقاء الثلث الأول الأمامي بالثلثين الخلفيين، وهو الموقع الأكثر شيوعًا لتشكل العقيدات. تظهر العقيدات بسبب الإفراط في استخدام الصوت (التحدث لفترات طويلة) أو استخدامه التعسفي (الصراخ) أو سوء استخدامه (فرط الوظيفة)، إذ يتولد ضغط ميكانيكي مفرط من طريق زيادة معدل و/أو قوة اصطدام الطيات الصوتية. قد يؤدي هذا إلى حدوث رض يتركز في الطية الصوتية الغشائية الوسطى وتشكل جرح لاحق. يُعتقد أن الإجهاد الميكانيكي المتكرر أو المزمن يعيد تشكيل الطبقة السطحية من الصفيحة المخصوصة. تؤدي عملية إعادة تشكيل الأنسجة هذه إلى تكوين آفات حميدة في الطيات الصوتية مثل العقيدات.
توجد عوامل عديدة مؤهبة لتشكل عُقيدات الطيات الصوتية. تشمل الأنشطة أو المهن التي قد تسهم في السلوكيات الراضة كلًا من التشجيع والغناء دون تدريب والتحدث في الضوضاء والتعليم دون استخدام مضخم الصوت، إذ تزيد هذه الأنشطة الإجهاد الميكانيكي وإصابة الطيات الصوتية لاحقًا. قد يكون الجنس عاملًا مؤهبًا آخر؛ تتكرر ظهور عُقيدات الطيات الصوتية عند الإناث، ومن العوامل المؤهبة أو المفاقمة الأخرى يُذكر الجفاف والتهابات الجهاز التنفسي والعوامل الالتهابية التي تشمل التحسس والتبغ وتعاطي الكحول والارتجاع المريئي وغيرها من المؤثرات البيئية.

## الفيزيولوجيا المرضية
غالبًا ما تغير عقيدات الطيات الصوتية الخصائص الميكانيكية للطيات الصوتية، التي قد تتداخل مع خصائصها الاهتزازية. تزيد العقيدات كتلة الطيات الصوتية، خاصة عند وجودها على طول الحافة الوسطى حيث تُشاهد عادةً. تسبب الكتلة المتضخمة اهتزازًا لادوريًا أو غير منتظم، وإدراك زيادة حدة الصوت واضطرابات جهارته وزيادة بحته. قد تؤثر العقيدات أيضًا على الموجة المخاطية للطيات الصوتية عبر تغيير نمط إغلاق الطيات الصوتية؛ غالبًا ما تسبب إغلاقها إغلاقًا غير كامل، ما يسبب ظهور شكل الساعة الرملية. يسمح الإغلاق غير الكامل لمزيد من الهواء بالهروب عبر الطيات الصوتية، ما يؤدي غالبًا إلى اللهاث. تعتمد الدرجة التي تؤثر بها العقيدات على الموجة المخاطية والخصائص الاهتزازية للطيات الصوتية اعتمادًا كبيرًا على حجم العقدة. قد تسمح العقيدات الأصغر للطيات الصوتية بتحقيق الإغلاق الكامل.

## التشخيص
يتضمن تشخيص عُقيدات الطيات الصوتية عادةً تحليلًا شاملًا للتاريخ الطبي والتاريخ الصوتي، وفحصًا بدنيًا للرأس والرقبة، وتقييمًا إدراكيًا للصوت وإظهار الطيات الصوتية، الذي يمثل وسيلة التشخيص الرئيسية، فالتقييم الإدراكي، الذي يتضمن القياسات الصوتية والديناميكية الهوائية، غير كافٍ وحده. يُستخدم تنظير الحنجرة بالفيديو، وهو أسلوب تصوير شائع، لإظهار الطيات الصوتية: يمكن تطبيق هذا الإجراء من طريق الأنف أو الفم. غالبًا ما تتميز عُقيدات الطيات الصوتية بأنها كتل بيضاء متناظرة ثنائية الجانب، وتميل إلى التشكل في منتصف الطيات الصوتية.
قد تمنع العقيدات إغلاق المزمار الكامل؛ حالة معروفة أيضًا باسم انسداد المزمار، علمًا أن وجودها قد يؤدي إلى إغلاق المزمار على شكل الساعة الرملية. تمثل العقيدات الصوتية سببًا من أسباب المشكلات الصوتية. تُشخص بناءً على وجود ميزات إدراكية لا يمكن تفسيرها بأسباب أخرى. تشمل الأعراض: التعب الصوتي، واللهاث، وفقدان النغمات العالية، وعدم التحكم بالصوت، أو زيادة الجهد الصوتي (أي زيادة الجهد لإنتاج الكلام).

## الوقاية

### تنظيم استخدام الصوت
بالنسبة إلى الأفراد الذين تتضمن مهنهم استخدام أصواتهم (مثل المغنيين والممثلين والمدرسين وسماسرة الأوراق المالية)، يساعد التدريب الصوتي الذي يتضمن تمارين الوظائف الصوتية (في إف إي) على تقليل الضغط الصوتي المفرط. إضافةً إلى ما سبق، تتضمن التوصيات الخاصة بهؤلاء الأفراد تمارين إحماء الصوت وخموده لتقليل الإجهاد. يوصى أيضًا باستخدام أجهزة تضخيم الصوت، مثل مكبرات الصوت أو الميكروفونات، عند تحدث الفرد إلى مجموعات كبيرة وحتى صغيرة، أو في وجود ضوضاء في الخلفية.

### التميّه
يقلل تميه الجسم الكافي الضغط الذي تطبقه الطيات الصوتية على بعضها من طريق توفير التزليق الكافي بواسطة الغشاء المخاطي، وزيادة كفاءة تذبذب الطيات الصوتية في أثناء الكلام، وتعزيز جودة الصوت الصحية. يؤدي استهلاك الكافيين بكميات كبيرة إلى الجفاف، وعليه يرتبط بزيادة خطر تشكل عُقيدات الطيات الصوتية.

### تغيير نمط الحياة
ترتبط بعض السلوكيات مثل تنظيف الحلق المتكرر والصراخ والتحدث في الضجيج والبكاء الشديد بزيادة خطر الإصابة بالعقيدات والأمراض الصوتية الأخرى. إضافةً إلى ما سبق، تؤدي الممارسات الصوتية غير التقليدية مثل التحدث ضمن مجال نغمات الفالسيتو إلى إجهاد مفرط وربما تشكل عقيدات. يسهم تجنب السلوكيات الصوتية الضارة أحيانًا بمنع تشكلها. يشارك التبغ والكحول وبعض الأدوية والعقاقير الترويحية بحدوث أمراض الطيات الصوتية. ثبت أن تقليل التعرض لهذه المواد يقلل خطر الإصابة بالعقيدات. تشمل السلوكيات الأخرى المتورطة بتشكلها عادات النوم السيئة وسوء التغذية.

## العلاج
توجد طريقتان رئيسيتان لعلاج عقيدات الطيات الصوتية: العلاج الصوتي (علاج سلوكي)، وجراحة الحنجرة المجهرية (علاج جراحي). يُوصى عادةً باتباع العلاج السلوكي أولًا قبل الحل الجراحي الذي يحمل مخاطر عامة (مثل تشكل الندب أو المشكلات المتعلقة بالتخدير العام).